# Uxío Carré Aldao
Uxío Carré Aldao (La Corunya, 1859 - id., 1932) fou un llibreter i escriptor gallec. Es va fer càrrec el 1891 de la llibreria d'Andrés Martínez Salazar i de la impremta de Domingo Puga, on tenia lloc una tertúlia galleguista, coneguda com a Cova Céltica, de la qual Uxío Carré era el principal animador. A la seva impremta van aparèixer gran part dels llibres dels autors gallecs de l'època. Va ser membre de la Lliga Gallega (1897) i de Solidaritat Gallega (1907), i va ser un dels fundadors de la Reial Acadèmia Gallega, així com membre de la Reial Acadèmia de la Història.

## Obra
- Brétemas (1896)
- Rayolas (1898)
- Apuntes para la historia de la imprenta y el periodismo (1901)
- La literatura gallega en el siglo XIX (1903)
- Sacrificio (1904)
- Influencia de los catalanes en el progreso de la indústria pesquera en Galicia (1904)
- Catecismo solidario (1907, amb Juan Beltrán, en gallec)
- Idioma y literatura de Galicia (1908)
- Guerra de la Independencia en Galicia. El alzamiento contra los franceses (1908)
- Literatura gallega (1911)
- Influencias de la literatura gallega en la castellana (1915)
- Contos da forxa (1919)
- A Terra chama (1925)